# Microplitis atamiensis
Microplitis atamiensis är en stekelart som beskrevs av William Harris Ashmead 1906. Microplitis atamiensis ingår i släktet Microplitis och familjen bracksteklar. Inga underarter finns listade i Catalogue of Life.